# Autoinjetor
Auto-injeção (ou dump-flooding) é uma característica de um poço de petróleo captar água de um reservatório mais pressurizado e injetar em um outro que já esteja depletivo. É importante que haja um diferencial de pressão entre essas duas zonas. A vantagem dessa técnica é que não há nenhum equipamento de superfície ligando o poço as facilidades de injeção. A desvantagem é que não se tem nenhum controle da injetividade do poço. Para minimizar esse fato, recomenda-se periodicamente fazer perfis de produção para verificar a injetividade do poço.